# 로티의 모험
"로티의 모험"(영어: The Adventures of Lotty)은 한국에서 제작된 송정율 감독의 1990년 가족, 모험, 애니메이션 영화이다. 경주현 등이 제작에 참여하였다.

## 목소리출연
- 로티: 박영남 (「박용남」명의)
- 로리: 임은영

## 스탭
- 제작: 롯데월드
- 기획: 화인아트
- 작품: 한호흥업㈜
- 원작: 경주현 (언급되지 않음)
- 기획: 이항재
- 극본: 김진구
- 각색: 이광조
- 원화: 유은미, 조종호, 문미숙
- 작감: 김지은, 박혜숙
- 동화: 이형일, 이상철, 지승주
- 색지정: 김미
- 선화: 임현주
- 채화: 노순남, 이태정
- 화면연출: 임영부
- 화면효과: 김정기
- 미술감독: 곽병선
- 배경설정: 조윤경
- 촬영감독: 이성우
- 편집: 임병석
- 음향효과: 김벌래, 양대호
- 음악: 강인구
- 돌비녹음: 강대성
- 녹음연출: 신현섭
- 제작부장: 강희태
- 연출: 송정율